# Himantolophus macroceras
Himantolophus macroceras — вид вудильникоподібних риб родини Himantolophidae. Це морський, батипелагічний вид. Відомий лише по одній особині, впійманій на сході Атлантичного океану на глибині 2100м. Тіло завдовжки 9,2 см. 